# Jhenaidah Sadar Upazila
Jhenaidah Sadar Upazila är ett underdistrikt i Bangladesh. Det ligger i den centrala delen av landet, 130 km väster om huvudstaden Dhaka.
Trakten runt Jhenaidah Sadar Upazila består till största delen av jordbruksmark. Runt Jhenaidah Sadar Upazila är det tätbefolkat, med 913 invånare per kvadratkilometer.